# Luísa de Bourbon (1603-1637)
Luísa de Bourbon-Soissons (Paris, 2 de fevereiro de 1603 - Paris, 9 de setembro de 1637), chamada de Mademoiselle de Soissons, era esposa de Henrique de Orleães, duque de Longueville. Foi mãe da famosa Maria de Nemours.

## Casamento e descendência
Luísa de Bourbon-Soissons casou com o duque de Longueville em Paris a 10 de abril de 1617. Tiveram três filhos.
1. Maria de Nemours (1625-1707), casou com Henrique II de Saboia-Nemours.
2. Luísa de Nemours (1626-1628), morreu na infância.
3. Criança sem nome (1634), morreu um dia após o nascimento.